# Adolphe Quetelet
Lambert Adolphe Jacques Quetelet (Gand, 22 febbraio 1796 – Bruxelles, 17 febbraio 1874) è stato un astronomo e statistico belga noto, soprattutto, per l'elaborazione del concetto di uomo medio.

## Biografia
Ha notevolmente influenzato la propria scienza ed è stato considerato ancora in vita "il primo a far sì che la statistica divenisse una scienza morale".
Pur volendo diventare poeta, la morte del padre (avvenuta quando Quetelet ha 7 anni) fa precipitare la condizione economica familiare, spingendolo a insegnare matematica.
Nel 1823, con l'idea di fondare un osservatorio, si reca a Parigi per studiare astronomia. In tale occasione, incontra Fourier, Poisson e Laplace, che lo introducono alla statistica.
Durante la rivoluzione belga (1830), si trova in Italia a visitare gli osservatori.
Nel 1832, comincia a lavorare presso l'osservatorio di Bruxelles e viene incaricato di seguire le riunioni dell'Associazione britannica sul progresso delle scienze. In tale occasione fa delle relazioni sulle stelle cadenti e il magnetismo, ma soprattutto - dopo dei colloqui con Malthus e Charles Babbage - propone di creare una sezione speciale di statistica.
Da questa sua proposta nacque nel 1834 la Statistical Society of London, che pubblicherà dal 1837 il periodico Transactions of the Statistical Society of London.
Nel 1834, diventa segretario permanente dell'Accademia reale di scienze, lettere e belle arti del Belgio. Negli anni seguenti si occupa soprattutto di astronomia e climatologia, parallelamente ai suoi interessi in statistica. Poté approfondire le sue conoscenze in materia statistica durante la sua collaborazione alla pubblicazione dei dati del censimento della popolazione svoltosi nel 1829 in Belgio.
Nel 1841, diventa il primo presidente della Commissione centrale di statistica.
Nel 1851, propone un Congresso internazionale di statistica, che si svolgerà la prima volta nel 1853 a Bruxelles.
Nel 1855, ha un ictus che l'obbliga a ridurre le sue attività, limitandosi soprattutto a aggiornare i suoi scritti precedenti. Nel 1856, sceglie di lasciare l'osservatorio e si limita alle attività di presidente della commissione centrale di statistica nonché di segretario permanente dell'Accademia reale.
Difende in diversi congressi di statistica l'idea di una statistica scientifica basata sul calcolo delle probabilità, fino a creare nel 1867 (in occasione del congresso tenutosi a Firenze) una sezione speciale per tale problema.
Nel 1869, ristampa La physique sociale (opera del 1835, considerata il suo principale scritto di statistica), nel quale cerca di studiare l'uomo con il calcolo delle probabilità, cercando le meccaniche che regolano il comportamento fisico, intellettuale e morale non dei singoli individui ma di un ipotetico uomo medio.
Nei suoi studi di statistica, Quetelet utilizza tabulati con anche tre, quattro variabili (la cosiddetta analisi multivariata), andando così oltre l'analisi bivariata.
Gli sono stati dedicati l'asteroide 1239 Queteleta e il cratere Quetelet sulla Luna.
I suoi studi hanno influito sul sistema di Émile Durkheim riguardo all'affermazione che i fenomeni sociali hanno una natura non riconducibile ai singoli elementi di cui sono composti, e alcune acquisizioni importanti come la sostanziale invarianza dei tassi di suicidio nel tempo.